# Lom-patak
A Lom-patak a Cserhátban ered, a Novohrad-Nógrád UNESCO Globális Geoparkban található Mihálygerge településtől keletre, Nógrád vármegyében, mintegy 210 méteres tengerszint feletti magasságban. A patak forrásától kezdve nyugati irányban halad, majd Mihálygerge nyugati részénél éri el a Dobroda-patakot.

## Part menti települések
- Mihálygerge